# Juan Rodríguez Juárez

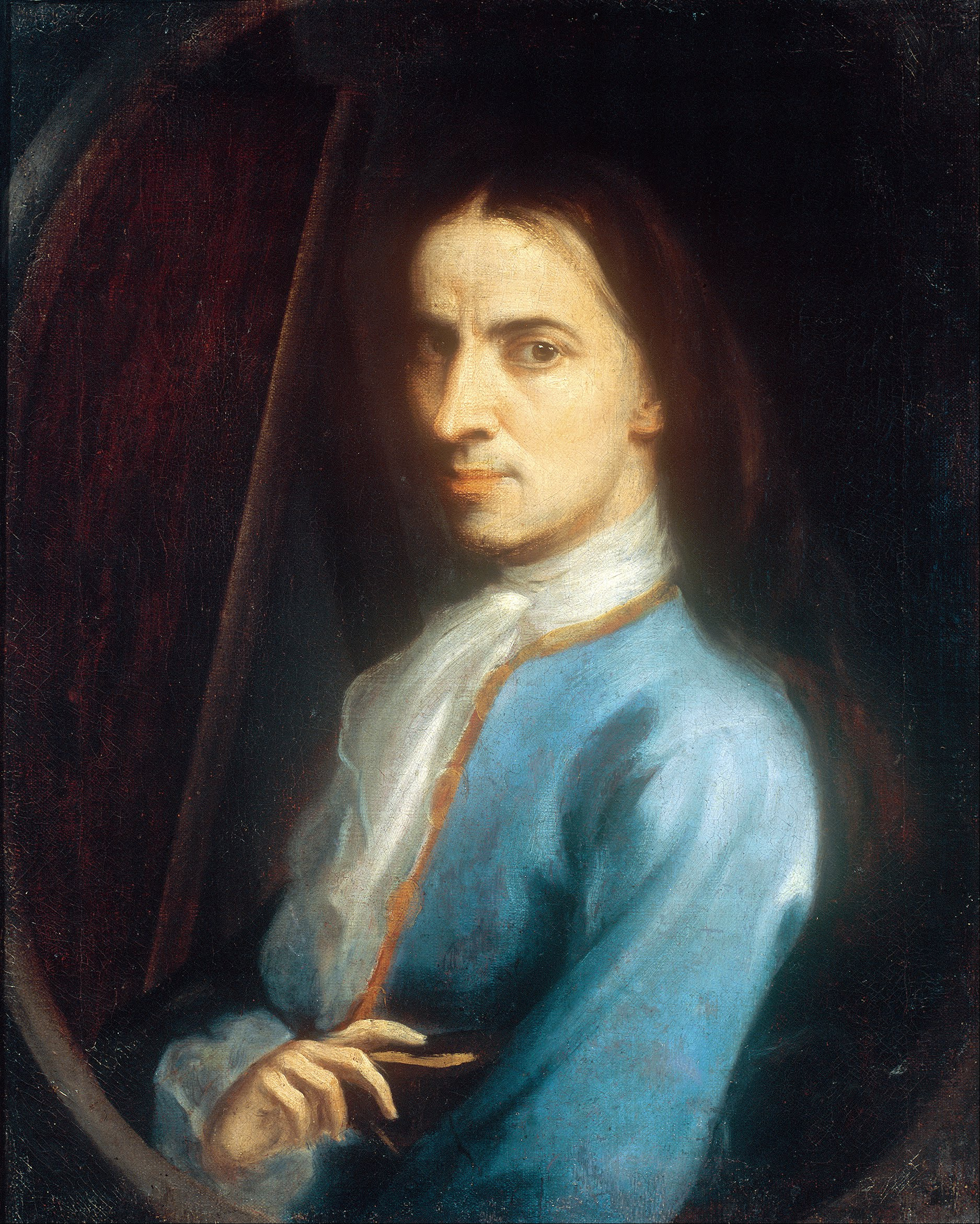
Chân dung của Juan Rodrígez Juárez

Juan Rodríguez Juárez (sinh tại Thành phố Mexico 1675 - d. 1728) là một họa sĩ nổi tiếng của  Tân Tây Ban Nha. Ông là thành viên trong một gia đình Tây Ban Nha có truyền thống lâu đời và những thành tựu để đời được ghi nhận trong giới hội họa. Anh trai của ông là Nicolás Rodríguez Juárez (1667 - 1734), người có đam mê nghệ thuật như ông, là một họa sĩ tự do ở Tân Tây Ban Nha. Bản thân ông là con trai của Antonio Rodríguez (1636 - 1691), một họa sĩ Tây Ban Nha nổi tiếng. Ông ngoại của ông, ông Jose Juárez (1617 - 1661) và ông cố lớn Luis Juárez (1585 - 1639) đều là những họa sĩ có danh tiếng trong lịch sử Tây Ban Nha và nổi bật trong thời kỳ Baroque.
Giống với hầu hết nghệ sĩ ở Tân Tây Ban Nha vào cuối thời kỳ Baroque, Juan Rodríguez Juárez đã vẽ tranh theo nghệ thuật Thiên Chúa Giáo. Ông cũng có xu hướng vẽ chân dung của các quan chức cấp cao, như phó vương Linares và giới quý tộc địa phương. Những tác phẩm này theo mô hình hội họa Châu Âu, với các biểu tượng tôn giáo và đề tài xoay quanh những câu chuyện cổ trong Kinh Thánh. Rodríguez Juárez đã vẽ "một bức chân dung tự nhiên và phi thường, thể hiện phong cách và sự thay đổi trong tư duy nghệ thuật của các nghệ sĩ ở các nước thuộc địa trong thế kỷ thứ mười tám." 

Một bộ tranh Casta (vẽ về đời sống và sự phân cấp các cá nhân chủng tộc hỗn hợp Tây Ban Nha vào thế kỉ trước) nổi tiếng được cho là do ông sáng tác, nằm trong bộ sưu tập tư nhân tại Breamore House, Hampshire, Anh.  Các bức tranh riêng biệt thể hiện sự phân biệt chủng tộc trong dòng máu người Tây Ban Nha gồm thứ tự từ cấp cao nhất đến thấp nhất: đầu tiên là người da trắng Tây Ban Nha chính gốc, tiếp theo là người da trắng lai dòng máu Tây Ban Nha với quốc gia khác, sau đó là đàn ông da màu và cuối cùng là phụ nữ và trẻ em da màu. Bản thân mang dòng máu lai giữa  Mexico và Tây Ban Nha, ông thể hiện một phần cuộc sống khốn khổ của người bị phân biệt và góp phần hướng những người khốn khổ theo đạo để khai sáng.

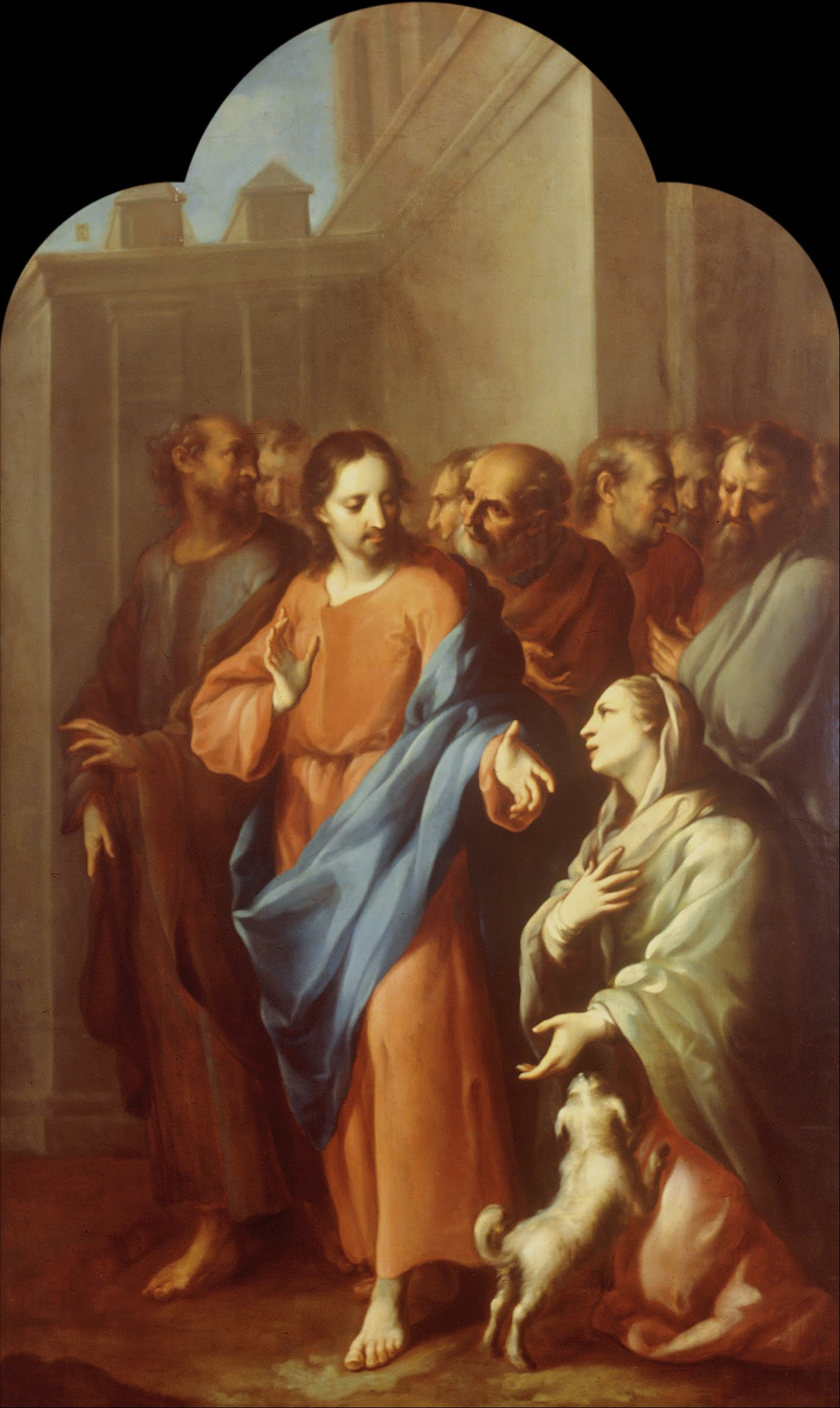
Chúa Jesus và người bệnh
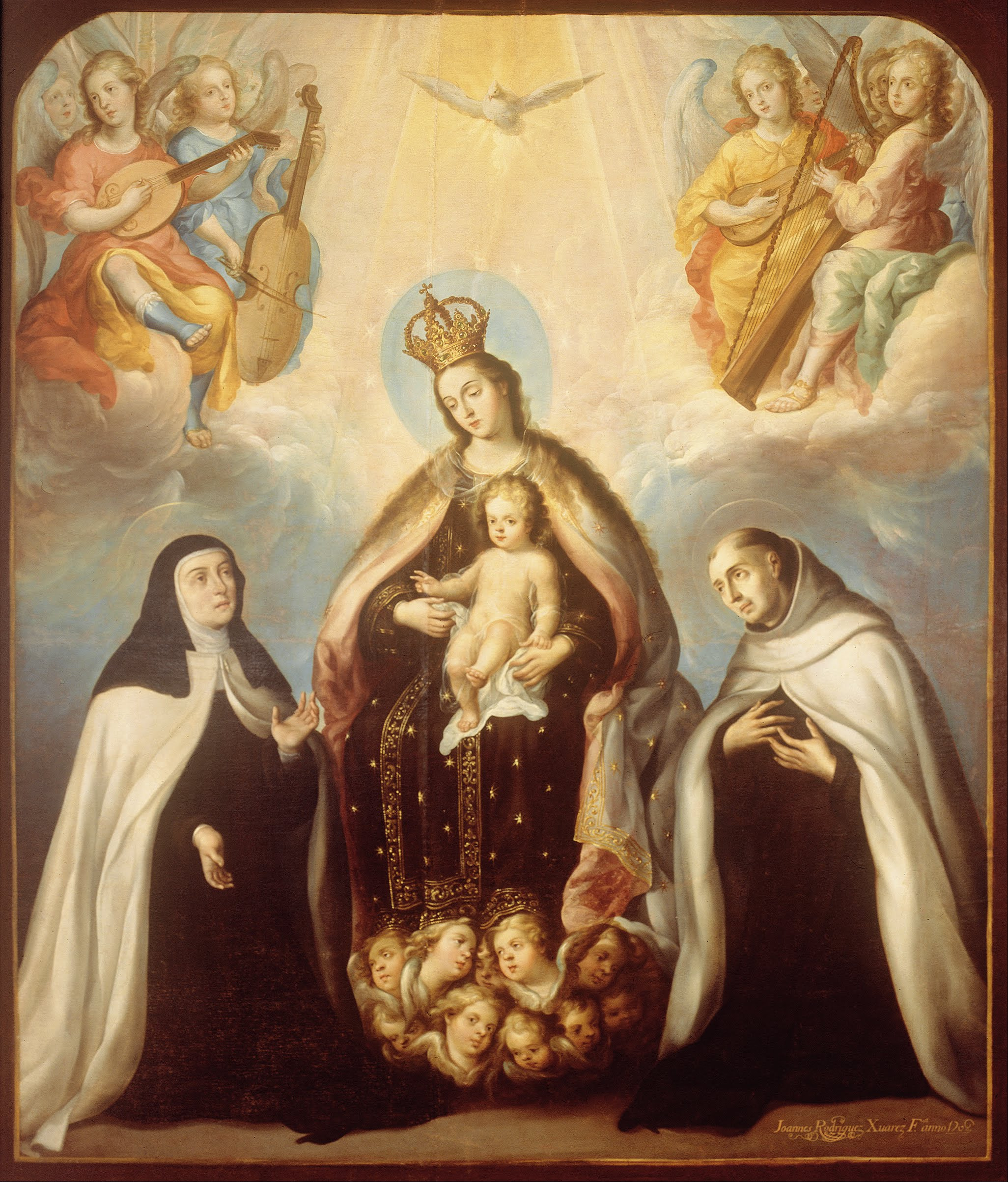
Đức Trinh Nữ Maria với Thánh Teresa và Thánh Gioan Thánh Giá
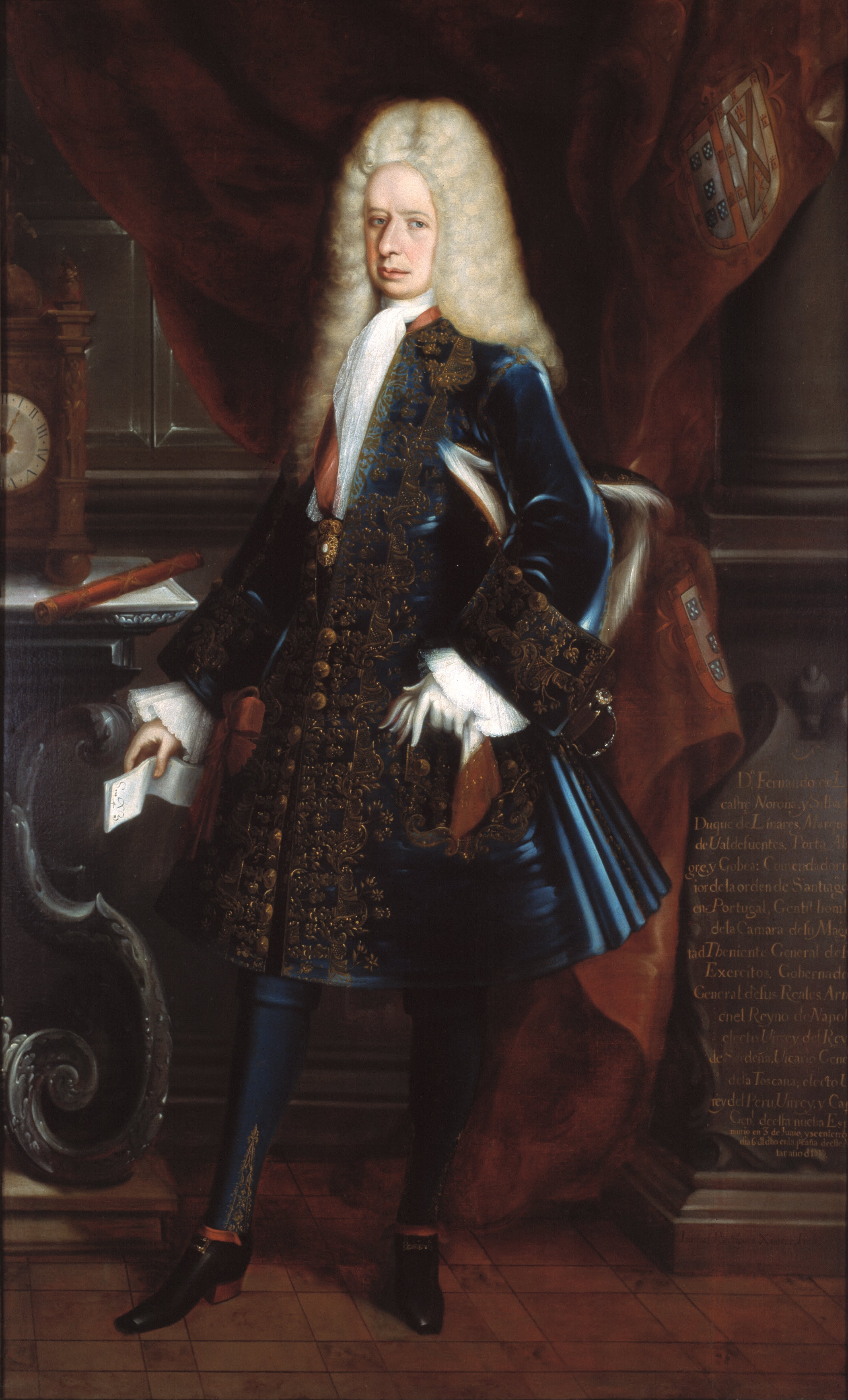
Chân dung của Viceroy Fernando de Alencastre Noroña y Silva, duque de Linares y marqués de Valdefuentes, ca. 1717
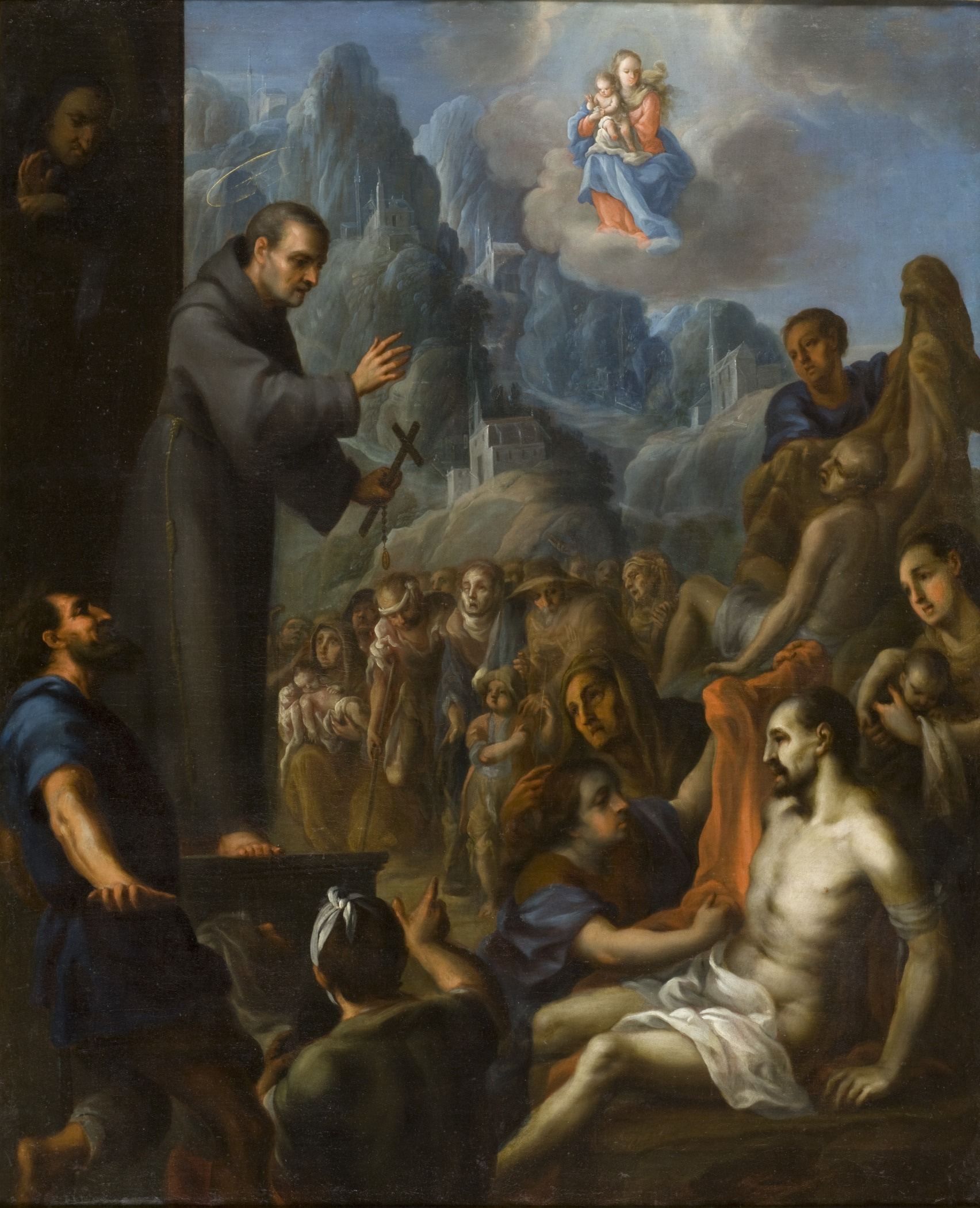
Phép lạ phước lành của vị cứu tinh
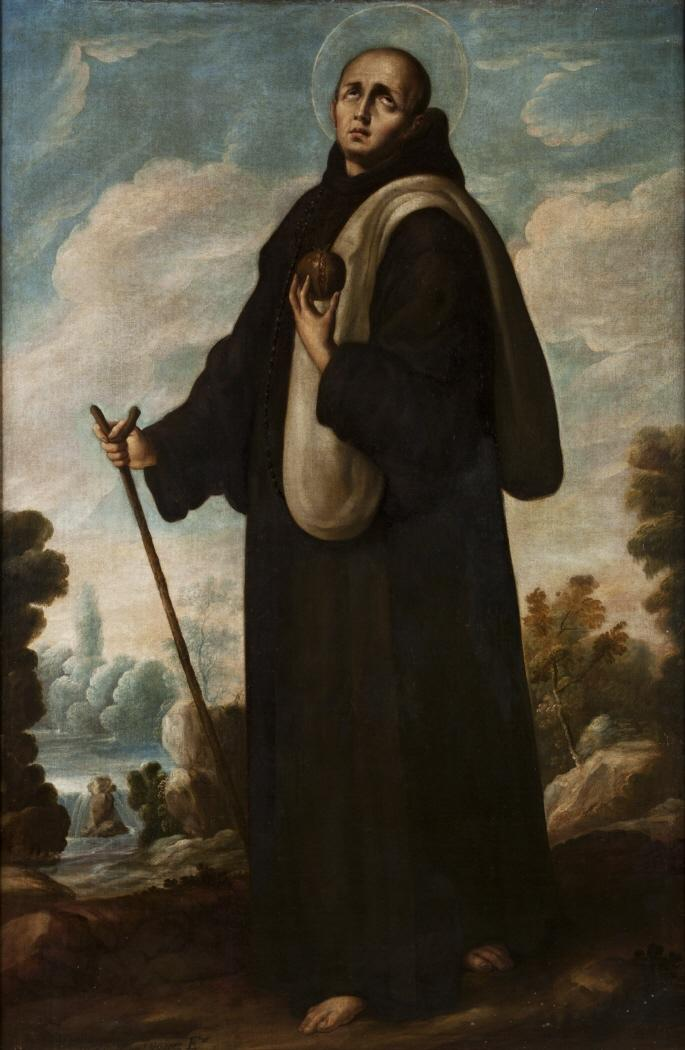
Thánh John của Chúa
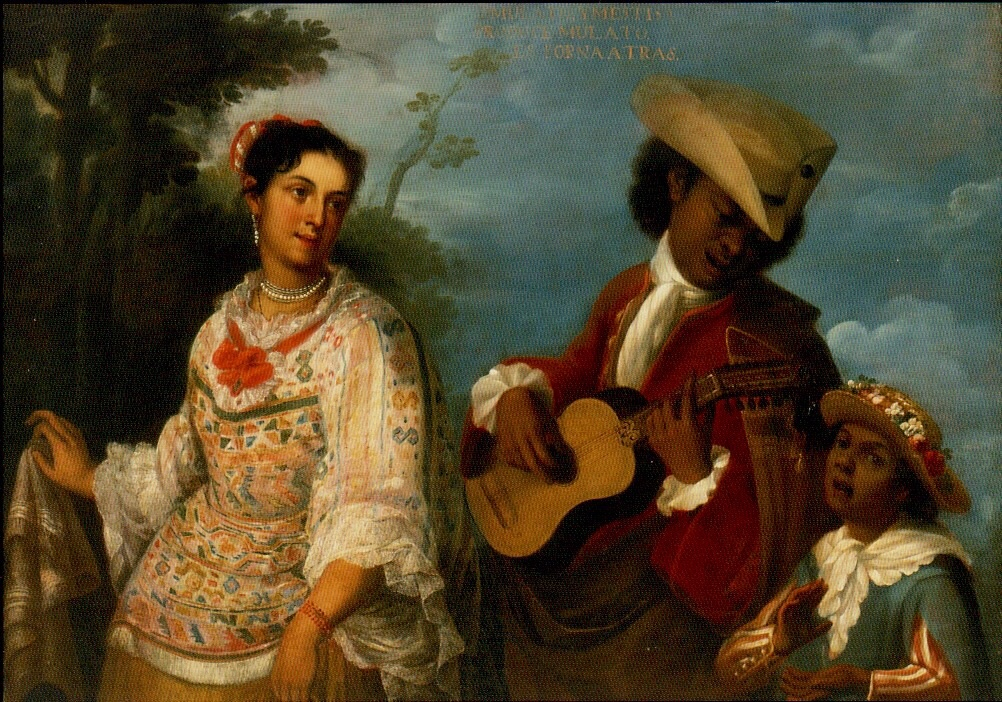